# Brote (pão)
O brote é um tipo de pão macio, redondo e achatado, comumente consumido em muitas partes do Nordeste Oriental do Brasil. Entre os ingredientes de sua feitura estão farinha de trigo, água, fermento e sal.
Originalmente, o brote era um tipo de massa levemente salgada cozida duas vezes chamada pelos batavos hard Brood (literalmente «pão duro»). A iguaria era cozida duas vezes para maior duração e servida aos soldados das guarnições da Companhia das Índias Ocidentais à época.

## Herança cultural
Após quase trinta anos de presença neerlandesa no Nordeste brasileiro, durante as invasões holandesas do Brasil (1634–1654), o brote foi o único legado cultural deixado por esse povo.
Sobre essa herança cultural, Câmara Cascudo, no livro «Geografia dos mitos brasileiros» (1956), ressaltou:
No folclore brasileiro a influência holandesa parece inexistente se verificarmos as características especiais de mito e superstições. (...) Na vastidão do vocabulário apenas uma palavra ficou no linguajar nordestino: ‘brote’.
A iguaria foi citada também por outros autores célebres. Em «A Bagaceira» (1937), José Américo de Almeida também cita a pão ao dizer «é uma bolacha grande e dura». Já no livro «Açúcar: uma Sociologia do Doce» (1932), Gilberto Freyre compartilha do pensamento de Câmara Cascudo:
Os primeiros senhores de engenho da Nova Lusitânia sabe-se que se davam ao luxo de importar de Portugal e das ilhas iguarias e vinhos. Durante o domínio holandês continuou o mesmo luxo de importação de biscoito, de queijo, de peixe, de vinho. Tanto que a única palavra holandesa que até hoje se identificou na língua do Nordeste é um nome de comida: ‘brote’.
Acredita-se que o termo provenha do holandês Brood («pão»), pronunciado «brot». Outra versão aceita é que o termo possa provir do alemão Brot, já que no tempo da invasão holandesa os mercenários alemães abundavam, multiplicados quando Sigismund von Schkopp assumiu o posto militar de comandante em chefe.